# Jean-Pierre Godefroy
Pour les articles homonymes, voir Godefroy.
Jean-Pierre Godefroy, né le 23 septembre 1944 à Indret (Loire-Atlantique), est un homme politique français, membre du Parti socialiste.
Maire de Cherbourg de 1980 à 2001, il est sénateur de la Manche de 2001 à 2017.

## Biographie
Il entre à l'arsenal de Cherbourg à 15 ans, d'abord comme chaudronnier ensuite comme agent de laboratoire, et milite à la CGT et au Parti communiste français. Sous l'étiquette socialiste, il est élu en 1977 au conseil municipal de Cherbourg, et devient adjoint au maire puis maire en 1980 après le retrait de Louis Darinot. Il le restera vingt-et-un ans, le plus long mandat ininterrompu pour un maire cherbourgeois.
Durant ces deux décennies, il modernise sa ville et cherche à accentuer son attrait touristique. Il a également souhaité la création d'un Grand Cherbourg, commencé avec la Communauté Urbaine de Cherbourg. Mais, en 2000, à la suite d'un référendum local, seuls les habitants d'Octeville accepteront l'union.
En 2000, il devient maire de Cherbourg-Octeville jusqu'à la fin de son mandat. Il laisse sa place en 2001 à Bernard Cazeneuve, ancien maire d'Octeville (PS) et député de la Manche (1997-2002) contre un siège au Sénat, où il est élu le 23 septembre 2001, grâce au passage à la proportionnelle des sénatoriales, devenant le premier sénateur socialiste bas-normand de la Ve République.
Président du groupe socialiste au Conseil régional de Basse-Normandie, il est choisi par les militants bas-normands pour mener la liste du PS aux régionales de 2004, aux dépens de Philippe Duron, 1er secrétaire fédéral du Calvados. Mais mis en minorité dans la Manche sur la constitution de sa liste, il renonce contre toute attente en 2004, à se présenter comme tête de liste de la gauche aux élections régionales bas-normandes, laissant Philippe Duron remporter en mai la région, pourtant traditionnellement de droite.
Pour les régionales suivantes, en 2010, il emmène, devant les vice-présidents sortants Frédérique Heurguier et Jean-Karl Deschamps, la liste d'union de la gauche dans la Manche, qui au 1er tour arrive en deuxième position avec 30,96 % des suffrages, derrière celle de l'UMP menée par Jean-François Le Grand. Au second tour en revanche, la liste socialiste l'emporte avec 54,31 % des suffrages dans ce même département.
Jean-Pierre Godefroy est favorable à la réunification de la Normandie.
Jean-Pierre Godefroy présente un amendement pour le PS en faveur de la pratique des mères porteuses débattu au Sénat le 7 avril 2011.
Jean-Pierre Godefroy est réélu sénateur de la Manche le 25 septembre 2001. Malgré le retour de l'élection au système majoritaire à deux tours, il parvient à conserver 12 voix d'avance face à son concurrent de l'UMP grâce à sa bonne implantation départementale et au maintien d'un candidat centriste au second tour. Il ne se représente pas en 2017.

## Mandats et fonctions

### Mandats en cours
- Sénateur de la Manche
- Vice-président de la commission des affaires sociales et secrétaire de l'Office parlementaire d'évaluation des politiques de santé.

### Anciens mandats
- Maire de Cherbourg puis de Cherbourg-Octeville
- Vice-président de la Communauté urbaine de Cherbourg
- Vice-président du Conseil régional de Basse-Normandie
- Conseiller général de la Manche

## Engagement
Jean-Pierre Godefroy est membre du comité d'honneur de l'Association pour le droit de mourir dans la dignité (ADMD).